# 寺田真二郎
寺田 真二郎（てらだ しんじろう、1983年8月29日 - ）は、日本の料理研究家。愛知県安城市出身。血液型O型。身長177cm。愛知県立安城南高等学校を経て、服部栄養専門学校卒業。調理師資格取得後、食品会社勤務、カフェ店長などを経て、料理研究家に。多数のテレビ番組でレギュラー番組を務める一方、企業のレシピ開発、プロデュース等も行っている。また、 6人組昭和歌謡&ポップスグループ SHOW-WA のメンバーのリーダー。

## 来歴
1983年（昭和58年）8月29日 愛知県安城市に生まれる。高校卒業後、2年間カフェに勤める。その後、上京し服部栄養専門学校で本格的に料理を学び、調理師免許を取得する。卒業後、オージーフーズに就職しテレビ番組、ラジオ番組、雑誌などのフードスタイリング、食品の通信販売の営業を行う。
2005年、サラリーマンとして働くかたわら、日本テレビ『@サプリ』の企画『海の家』に参加し、料理をプロデュースする。
2007年5月、同社を退職。同年に、第1回ギャオーディションでじゃらん賞、バラエティ大賞2007では「トップバッター賞」を受賞。渋谷区千駄ヶ谷に自身のカフェを開店させ、料理研究家としても活動を始める。
2008年5月、一時閉店していたカフェを開店させる。メニューは自身が週代わりで考えている。店長をするかたわら料理研究家として『女性自身』などの仕事をこなす。
2008年10月、フードコーディネーター養成スクール 祐成陽子クッキングアートセミナーにてフードコーディネーターの資格を取得。
2009年5月、NHK教育で放送中の『○○の国の王子様シリーズ』にカレーの王子様として出演。
2009年7月、料理教室を以前勤務していたオージーフーズで開催した。
2009年11月、自身初のレシピ本を出版。発売を記念して12月にTSUTAYA TOKYO ROPPONGIでサイン会が行われた。
2010年4月、テレビ朝日の『お願い!ランキング』の「ちょい足しご当地グルメ発掘隊」の一員としてレギュラー出演中。
2010年9月、TBS『ひるおび!』準レギュラーとして出演中、25日には2冊目を出版し、発売記念記念イベントが池袋で開催される。
2010年10月、大丸松坂屋にておせち料理のプロデュースも手がける。
2010年11月、ナゴヤドームにて開催されるイベント『ドームうまいもんワールド』に参加する。2010年末には大丸松坂屋でおせちをプロデュースした、
2011年2月、大丸松坂屋で恵方巻きをプロデュース。
2011年6月、株式会社SHININGを立ち上げる。
2011年8月、OLIVE des OLIVEの企画にてUSTREAMで定期的に生放送始める。
2012年4月、きょうの料理出演。
2012年7月、ケンタッキーフライドチキン『オリジナルチキン手づくりチャレンジコンテスト』に参加。
2013年2月、きょうの料理に2度目の出演。
2013年8月、30歳の誕生日に公式サイトを設立。
2015年5月、『ガンガンONLINE』（スクウェア・エニックス）にて連載が開始された漫画『僕のランチを邪魔するな!』（作 香穂）の監修を務める。

## 人物
- 特技は料理とダンス。
- バックダンサーとしてエイベックス主催のコンサートに出演したことがある。
- 熱烈なMAXのファン。
- 1990年代から2000年代のJ-POPが好き。
- 家族構成は父、母、兄。
- 幼少時に、地元である名古屋で子役として活動した経験を持つ[4]。

## テレビ
- ○○の国の王子様『カレーの国の王子様』（NHK教育、2009年5月9日 - 30日、全4回）
- あさイチ（NHK総合、2010年4月13日、2012年4月12日、2012年9月19日）
- ハンサムキッチン（フジテレビ、2010年8月22日）第1回、第2回のダイジェスト放送
- こんにちはいっと6けん（NHK（関東地方）、2010年12月16日・20日）※1月にも放送予定
- くらべるくらべらー（毎日放送、2011年）
- DokumoCafeTV（TOKYO MX、2011年）
- ハンサムキッチン（フジテレビONE・TWO、第1回 2010年4月13日、第2回 5月18日、第3回 9月28日・30日、第4回 9月14日・21日・29日）
- ハンサムキッチン レギュラー放送版（フジテレビONE・TWO、2011年4月8日 - 2014年3月26日）
- もっと!うまめしダイエット（DATV、スカパー!、2010年4月10日 - ）全25回※現在リクエスト放送中
- お願い!ランキング（テレビ朝日、2010年5月3日）※ちょい足しご当地グルメ発掘隊として出演
- ひるおび!（TBSテレビ、2010年9月15日 - ）家計仕分け人コーナー食費担当出演
- 5時に夢中!（TOKYO MX、2010年9月30日 - 2012年4月1日）※4月から火曜日不定期出演『ごはんによくあう。今日のおいC』
- キレイの台所（テレビ東京、2011年4月3日 - 9月25日）
- 5時に夢中!サタデー（TOKYO MX、2011年4月2日 - 2014年3月22日）
- 杉本彩の本命レシピ（食と旅のフーディーズTV、2011年8月15日（隔週月曜更新） - 2012年1月30日）
- はるな愛の愛されごはん（BS11、2012年4月11日 - 6月27日）
- 美男料理＜イケメンCooking＞（女性チャンネルLaLaTV、2012年8月6日 - ）城田優と出演
- 週末めとろポリシャン♪（TOKYO MX、2013年1月11日 - ）2014年4月4日よりレギュラーとして出演
- ワラッチャオ!（NHK BSプレミアム、2013年10月6日 - 2017年3月26日）

ZTVおしえて先生に出演中三重　滋賀　和歌山ZTV放送エリア内で放送中
石川さん情報Live リフレッシュ（石川テレビ放送）「美男台所（イケメン‘ｓキッチン）」に出演中

## ウェブ
- PACKPACK -パパっとクッキング!!-（OLIVE des OLIVE、2011年8月8日(月) (毎週木曜日)）
- NHKワンセグランチボックス〜♪（NHK、2010年2月8日 - 12日 ※バレンタイン特集、4月19日 - 23日 ※19日は生放送）
- 舌で恋する7日間（2018年8月4日 - 、AbemaTV） - スタジオレギュラーゲスト[5]
- 裸男
- 裸男セカンドシーズン
- 玲美ポンと愉快な仲間たち（GyaOジョッキー）
- お台場ヴェルエクールで極上スイーツ!
- ウエディングGyaO
- 小出由華の見ちゃえばいいじゃん!（GyaOジョッキー）
- 村上三奈のカボチャのバカ
- @サプリッ!
- ABCおうちLESSON（ABCクッキングスタジオ通信講座）
- レシピブログ（レシピブログインタビュー、前編2009年3月6日、後編20日）
- Chefs Kitchen（Chefs Kitchen、2010年3月9日 - ）※商品使用したレシピ紹介
- 美的生活のススメ（ジョンソン株式会社、2010年5月 - ）※新年を美味しく祝う、おせち料理のレシピを紹介
- NEW SRIXON GiE（SRIXON、2011年4月 - ）
- 「お酒にピッタリ！おすすめレシピ」（サッポロビール株式会社、2011年4月 - ）不定期更新
- 明星食品「中華三昧」×寺田真二郎『China Dish』（明星、2012年4月 - 2013年3月）毎月更新
- ハピネス（サッポロビール株式会社）
- 女性自身WEB連載SERIAL（2008年4月 - ）料理ブログとほぼ連動
- アジアン ビューティーボーイズ （女性自身WEB、2008年11月21日・25日）

## 書籍
- 真ちゃんのやっぱり、楽チン!が1番なのだ。（女性自身WEB、2008年4月3日より連載）
- 笑顔がごちそう!真ちゃんの楽ウマ★おかず（レシピブログ特集&連載、2009年7月3日より連載）
- おはよう奥さん（学研マーケティング、2011年9月より）
- Como（主婦と生活社、2013年3月号より連載）
- 真ちゃんの鍋ひとつで簡単うまい料理（大和書房、2009年11月20日、ISBN 978-4479920236）
- おまかせ!みんなのおうちごはん ベスト128（講談社、レシピブログ（著）、2009年12月2日、ISBN 978-4063793871）
- 真ちゃんのうちにごはん食べにこない?〜簡単おもてなしレシピ集〜（株式会社カンゼン、2010年9月25日、ISBN 978-4862550767）
- 2品献立からお弁当まで　ひと口コンロで満足ごはん（家の光協会、2011年3月26日、ISBN 978-4259563257）
- 女子キッチン（株式会社エンターブレイン、2011年7月3日、ISBN 978-4047273634）
- 真ちゃんの時短レシピ100（おはよう奥さん編集部、2011年11月19日、ISBN 978-4056065053）
- 大人気料理家50人のニッポンのおかずBEST500（主婦と生活社、2012年10月2日、ISBN 978-4072845004）
- 10minutes もてなしつまみ もてなしごはん（主婦と生活社、2014年2月15日、ISBN 978-4072942437）
- 女性自身（光文社、2007年9月21日/9月28日/10月9日（2326号）/2009年4月28日（2398号）/11月24日（2424号）/2011年4月26日（2490号）/6月28日（2498号）/8月30日（2506号））

## 料理教室
- 愛知『真ちゃんの簡単！美味しい！クッキング！』（2011年8月21日、会場：サーフプラザ蒲郡）2回開催
- 東京・池袋『真ちゃんの簡単！美味しい！クッキング』（2011年11月13日、会場：池袋コミュニティ・カレッジ）
- 東京・池袋『真ちゃんの簡単！美味しい！クッキング』（2012年3月11日、会場：池袋コミュニティ・カレッジ）
- 『真ちゃんの簡単！美味しいクッキング』（2012年6月3日、会場：静岡県浜松市「くらしときめきアカデミー」）
- 『真ちゃんの簡単！スペシャルクッキング』（第1回2011年11月3日、第2回2012年1月22日、第3回7月15日・16日。プランタン銀座モード館 エコールプランタン）

## 企業提携
- cotta（コッタ）の通販サイトモニターブロガー（cotta、2009年6月4日 - ）毎月1回自身ブログ内で商品を使ってのコラボレーション
- Chefs-Kitchenとパスタセットコラボ商品（Chefs-Kitchen、2010年1月18日 - ）※料理研究家の寺田真二郎のおすすめパスタとオリーブオイルをセットにしちゃいました！【オマケ付】
- TSUTAYAとJohnson株式会社の消臭芳香剤『Glade』センティッドオイルキャンドルのコラボキャンペーン（2009年7月下旬 - ）※毎月第4週にコラム掲載
- トークイベント&映画試写会『幸せはシャンソニア劇場から』 （2009年8月29日、渋谷シアターTSUTAYA）※デザート
- トークイベント&映画試写会『サヨナライツカ』　（2010年1月9日、渋谷シアターTSUTAYA）※オリジナルレシピのタイ料理ランチ
- 2011年 大丸松坂屋限定『寺田真二郎のアジアンおせち』（大丸松坂屋、2010年10月20日）
- 「真ちゃんの恵方巻き」（大丸松坂屋、2011年2月3日）全国の大丸松坂屋で2種類セット販売
- AVONキャンペーン2「恋心リターンズ!」（AVON　2011年1月20日）※キャンペーンに料理研究家として参加
- リアルサンプリングプロモーション（サンプル百貨店、2011年2月25日、リーガロイヤルホテル東京）※株式会社阿蘇バイオテックのコーナーにて出品。
- 母の日御膳（大丸松坂屋、2011年5月8日）
- スターキャット×フーディーズカレッジ（スターキャット・ケーブルネットワーク、2011年9月29日、星が丘「デザインの間」）※フーディーズTVのPR
- ママの"あったらいいな"をパンに込めましたわがままベーカリー（主催：DONQ、2012年6月1日 - 6月30日、DONQ全店にて販売）共同で6つのパンを監修
- パナソニック『Bistoro』（パナソニック、2012年6月）
- Wトマト＆Wチーズのハンバーグバジル風味（デニーズ、2012年7月17日 - 8月20日　延長：9月24日）
- 寺田真二郎監修『艶（あで）やか彩りおせち』（ファミリーマート、2012年9月19日 - 2012年12月10日）